# تيموثي إم. فراي
تيموثي إم. فراي (بالإنجليزية: Timothy M. Frye)‏ هو عالم سياسة وأستاذ جامعي أمريكي، ولد في 1950.